# هيرونوبو أونو
هيرونوبو أونو (باليابانية: 小野 博信) (مواليد 7 يوليو 1987)، هو لاعب كرة قدم ياباني سابق كان يلعب كحارس مرمى.

## وصلات خارجية
- هيرونوبو أونو على موقع رابطة كرة القدم اليابانية للمحترفين (اليابانية)
- هيرونوبو أونو على موقع Soccerway.com (الإنجليزية)